# よみうりランド (企業)
株式会社よみうりランドは、日本のレジャーおよび公営競技の施設運営企業である。本社は東京都稲城市に所在。読売新聞グループ本社の完全子会社。

## 概要
当初は競馬場の施設所有会社として創業し、現在は競馬場（船橋競馬場、川崎競馬場）などの公営競技施設や、遊園地よみうりランドのほかにも、ゴルフ場、読売ジャイアンツ球場・ヴェルディグラウンド（東京ヴェルディ及び日テレ・東京ヴェルディベレーザの練習場）などの管理運営を行っている。かつては船橋オートレース場も所有していた（2016年閉鎖）。
1991年から1998年までヴェルディ川崎（当時川崎市に本拠を置いていた）の運営会社「株式会社読売日本サッカークラブ」に出資していたが、1999年に親会社の読売新聞ともども、資本から撤退している。
2020年11月6日に、読売新聞グループ本社が株式公開買付けを行うことを発表。同年12月22日に株式公開買付けが成立。よみうりランドは2021年3月25日に、株式併合により読売新聞グループ本社の完全子会社となった。
読売新聞グループ本社によるTOB実施前の読売グループ以外の大株主は東京ドーム、三井住友信託銀行、大成建設、京王電鉄、横浜銀行などがあった。
なお、読売新聞グループ本社は、2021年1月に行われた、東京ドームの運営法人の三井不動産によるTOB成立に際して、三井不動産から株式の20%の譲渡を受けており、読売グループにおける遊園地・レジャー事業の連携強化も図るとされている。

## 沿革
- 1949年9月24日：株式会社川崎競馬倶楽部として設立。
- 1950年：川崎競馬場が竣工。
- 1950年：関東競馬倶楽部に商号変更。
- 1950年：東京証券取引所市場第1部に株式を上場。船橋競馬場が竣工。
- 1950年：船橋競馬場内にオートレース場竣工。
- 1950年：関東レース倶楽部に商号変更。
- 1961年：読売パブリックコース営業開始。
- 1962年9月24日：読売フィッシングセンターオープン。
- 1963年8月5日：読売スキーセンター、谷間の野外音楽堂オープン。
- 1964年1月1日：読売ランドモノレールが開業。地方鉄道法（現・鉄道事業法）の適用路線であった。
- 1964年3月19日：遊園地「読売ランド」開園、よみうりランド海水水族館開館。
- 1964年4月19日：東京よみうりカントリークラブ営業開始。
- 1964年7月1日：読売観光ホテル開業。
- 1964年8月28日：読売ランドモノレールを延伸し、環状運転となる。
- 1964年10月5日：地方学生ホテルオープン。
- 1966年：よみうりランド農場（現:よみうりサポートアンドサービス）を設立。
- 1968年：株式会社よみうりランドに商号変更、同時に各事業所名を「よみうり」に変更。 船橋オートレース場を競馬場内より船橋サーキット跡地に移転。
- 1969年：サッカー場開設。
- 1969年：読売パブリックコースを東京よみうりパブリックコースに改称。
- 1969年4月20日：よみうりランド水族館にアマゾン館開業（ラッコ・マナティ館）
- 1972年：よみうり開発を設立。
- 1978年：千葉よみうりカントリークラブ営業開始（よみうり開発）。
- 1978年：東京よみうりパブリックコースを法人会員制のよみうりゴルフ倶楽部に移行。
- 1978年12月1日：よみうりランドモノレール廃止。
- 1979年：千葉よみうりカントリークラブをよみうり開発より買収。
- 1984年9月27日：東京読売巨人軍屋内野球練習場オープン。
- 1985年10月4日：読売ジャイアンツ球場オープン。
- 1985年：静岡よみうりカントリークラブをよみうり開発より買取、同年10月に営業開始。
- 1990年：静岡よみうりスポーツを設立。
- 1991年：静岡よみうりスポーツがよみうり開発を吸収合併。
- 1993年：よみうりゴルフガーデン（練習場）オープン。
- 1999年：よみうりランド（遊園地）をリニューアル。京王よみうりランド駅と遊園地メインエントランス（スカイゲート）を直結する高速ゴンドラ「スカイシャトル」営業開始。
- 2002年：よみうりメディカルサービスを設立（2009年解散）。
- 2003年：よみうりランド敷地内の旧本社屋を老朽化のため解体（跡地はよみうりランド慶友病院となる）。
- 2004年：京王よみうりランド駅前の社有地に新本社屋が完成。温浴施設「よみうりランド丘の湯」営業開始。
- 2009年12月15日：よみうりランド開業60周年を記念し、開業以来初となるナイター営業「よるランド」を開催。
- 2012年：「キドキドよみうりランド店」オープン。
- 2016年2月18日：川崎競馬場敷地内にマーケットスクエア川崎イーストをオープン。
- 2016年3月30日：船橋オートレース場廃止。
- 2016年4月8日：船橋競馬場駐車場敷地に船橋場外（競輪・オートレース場外）を移転開設。
- 2017年：「あそびのせかいプライムツリー赤池店」オープン
- 2020年3月23日：「HANA・BIYORI（はなびより）」オープン
- 2020年12月28日：株式公開買付けにより、読売新聞グループ本社の連結子会社となる。
- 2021年3月23日：東京証券取引所市場第1部上場廃止。
- 2021年3月25日：株式併合により、読売新聞グループ本社の完全子会社となる。

## 業績推移
| 決算年度 | 売上高 | 営業利益 | 経常利益 | 当期純利益 | 備考                  |
| -------- | ------ | -------- | -------- | ---------- | --------------------- |
| 2014年度 | 17,295 | 2,276    | 3,089    | 1,769      |                       |
| 2015年度 | 18,771 | 1,983    | 2,854    | 1,986      |                       |
| 2016年度 | 21,051 | 2,106    | 2,620    | 3,551      |                       |
| 2017年度 | 20,921 | 2,315    | 2,568    | 2,623      |                       |
| 2018年度 | 21,957 | 3,263    | 3,537    | 2,338      |                       |
| 2019年度 | 22,238 | 3,122    | 3,372    | 2,118      |                       |
| 2020年度 | 13,225 | 1,638    | 1,867    | 714        | 第3四半期までの数字。 |
| 2021年度 | -      | -        | -        | -          |                       |
| 2022年度 | 25,415 | -        | 6,119    | 3,982      |                       |
| 2023年度 | 26,584 | -        | 6,292    | 3,759      |                       |
| 2024年度 | 32,278 | -        | 9,751    | 4,430      |                       |

※2020年度第３四半期まで上場していたため決算短信を参照

## 施設
- よみうりランド
  - HANA・BIYORI
  - よみうりゴルフガーデン（ゴルフ練習場）
  - 花景の湯（スーパー銭湯）
  - キドキドよみうりランド店
- 東京よみうりカントリークラブ
- よみうりゴルフ倶楽部
- 千葉よみうりカントリークラブ
- 静岡よみうりカントリークラブ
- 川崎競馬場
  - マーケットスクエア川崎イースト
- 船橋競馬場
  - 船橋場外（競輪場外車券売場サテライト船橋・オートレース場外車券売場オートレースふなばし）
- 稲城天然温泉 季乃彩（ときのいろどり） - 施設所有
- 多摩境天然温泉 森乃彩（もりのいろどり） - 施設所有
- あそびのせかいグランツリー武蔵小杉店 - 施設運営

## 子会社
- 株式会社よみうりサポートアンドサービス
- よみうりスポーツ株式会社
- よみうり開発株式会社